# István Barta
István Barta (* 13. August 1895 in Álmosd, Ungarn; † 16. Februar 1948 in Budapest) war ein ungarischer Wasserballspieler.

## Leben und Karriere
Barta nahm 1924 erstmals an Olympischen Spielen teil, als er in Paris mit der ungarischen Wasserballnationalmannschaft den fünften Platz belegte. Vier Jahre später erreichte er in Amsterdam mit der ungarischen Mannschaft das Finale und verlor dort erst gegen das Team aus Deutschland mit 2:5 und holte Silber. Wiederum vier Jahre später, bei den Olympischen Spielen 1932 in Los Angeles, revanchierte sich das ungarische Team für diese Niederlage und schlug Deutschland im entscheidenden Finalspiel mit 6:2. Ungarn wurde Olympiasieger und Barta gewann, zusammen mit seinen Teamkollegen György Bródy, Sándor Ivády, Olivér Halassy, Jozsef Vértesy, János Nemeth, Márton Homonnay, Alajos Keserű, Miklós Sárkány und Ferenc Keserű, seine erste Goldmedaille.